# Запрет на романы
Запрет на романы (фр. la proscription des romans) — условное название королевского указа от 20 февраля 1737 года, согласно которому печатать новые романы на территории Франции с того дня можно было лишь с особого разрешения.
Был издан по инициативе канцлера Анри Франсуа д’Агессо. Текст указа не сохранился или не разыскан. Главой вновь учреждённой инспекции по надзору за книгопечатанием был назначен граф Марк Пьер д’Аржансон.

## Последствия
Поскольку королевские привилегии на издание романов после принятия указа выдавались очень редко, писатели были принуждены издавать книги за границей, в основном в Голландии. Первые тома романов «Английский философ» Прево, «Жизнь Марианны» Мариво, «Заблуждения сердца и ума» Кребийона младшего были изданы до 1737 в Париже, а последующие уже в Гааге. При этом количество романов продолжало увеличиваться, так что некоторые исследователи считают возможным говорить о триумфе романа в 30-х — 40-х годах XVIII века. «Крайняя суровость канцлера привела к тому, что ему перестали показывать рукописи, но от этого книг печатают не меньше, хотя нарушение закона есть преступление», — писал в 1754 году Жан-Жак Руссо. Цели, которые преследовались гонителями жанра (изъятие из круга чтения французов сочинений якобы безнравственного содержания) достигнуты не были .
Указ так и не был отменён до конца старого режима, но после отставки д’Агессо в 1750 году практически не применялся. Издатели попросту ставили на титульном листе любое место издания кроме Парижа или не ставили никакого, а власти смотрели на это сквозь пальцы. С 1761 по 1780 две трети новых французских романов публиковались с указанием на издание за границей, в том числе — «Юлия, или Новая Элоиза» (В Амстердаме, у Рея, 1761) и «Эмиль» (В Амстердаме, у Неольма, 1762) Ж.-Ж. Руссо, «Простодушный» Вольтера (Утрехт, 1767), «Влюблённый дьявол» Казота (Неаполь, 1772), «Опасные связи» Шодерло де Лакло (Амстердам, 1782).

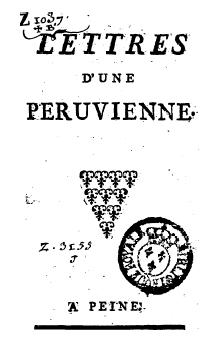
Титульный лист первого издания "Писем перуанки" Графиньи. 1747.

## Места издания, проставленные на титульном листе некоторых романов
- В Агре, с разрешения Великого Могола, 1746 («Индийская повесть» шевалье де Ла Морлиера «Ангола»)
- В Пекине, у Уша-лу-лу, книгоиздателя императора Хоанти, на улице Тигров, 1745 («Китайский шпион в Европе» В. Дюбура де Лакассаня)
- В Гоа, по высочайшему повелению императора, 1752 (анонимная «Ма-Гоку, японская повесть»)
- В Нагасаки, год от сотворения мира 59749 («Григри» Луи де Каюзака, 1739)
- В Газни, в типографии пренабожного, премилосердного и преавгустейшего султана Индий, в год хиджры МСХХ («Софа» Кл. Кребийона)
- В Мономотапе («Нескромные сокровища» Дидро, 1748)
- В нужде («Письма перуанки» мадам де Графиньи, 1747)
- В Эротополисе, у бога Гарпократа, под покровом ночи («Кодекс Цитеры» Жан-Пьера Моэ, 1746)
- В Зевотии, у Спящего, под вывеской Храпящего («Тысяча и одно дурачество» Жака Казота, 1742)
- Напечатано там, где сумел («Атальзаида» Кребийона, 1745)